# Glistnica

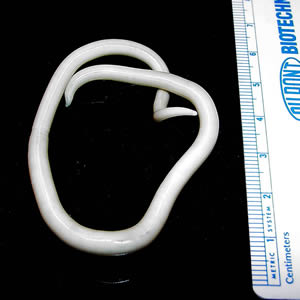
Ascaris lumbricoides

Glistnica (askarioza, łac. ascariosis, ang. ascariasis) – choroba pasożytnicza powodowana przez glisty.

## Etiologia

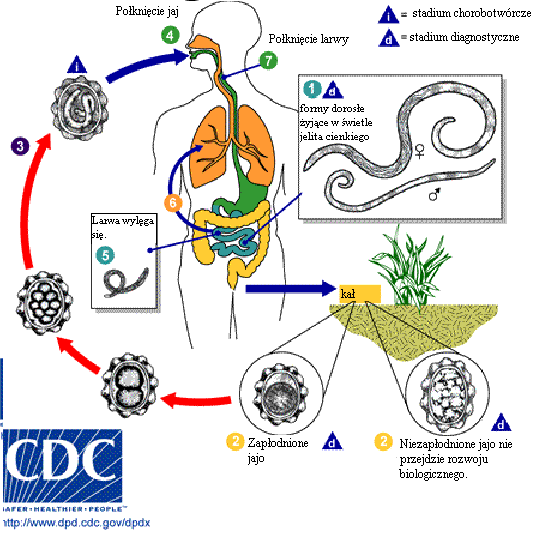
Cykl życiowy glisty ludzkiej.

Chorobę wywołuje glista ludzka (Ascaris lumbricoides), pasożyt jelita cienkiego człowieka. Podobne gatunki pospolite u innych ssaków mogą przypadkowo zarazić człowieka np.  glista świńska (Ascaris suum), glista psia (Toxocara canis) i glista kocia (Toxocara cati).
Drogi zarażenia:
- niedomyte warzywa, nawożone ludzkimi fekaliami
- zanieczyszczona woda (np. z jeziora, rzadziej z basenu)
- produkty spożywcze i naczynia kuchenne zarażone jajeczkami glisty przez owady.

## Epidemiologia
Jest najczęstszą na świecie robaczycą przewodu pokarmowego (około 1 mld ludzi zarażonych). Intensywne inwazje i powikłania glistnicy są przyczyną około 20 tysięcy zgonów rocznie na świecie. Najczęściej inwazje występują w krajach z nierozwiniętym problemem kanalizacji (w południowo-wschodniej Azji ponad 80%, w Afryce 34% populacji – głównie dzieci). W Europie glistnicę stwierdza się sporadycznie, w Polsce także znikomo.

## Objawy i przebieg
Glistnica najczęściej jest bezobjawowa, choć może objawiać się:
- ogólnym osłabieniem
- zawrotami głowy
- bólami gardła
- bólami brzucha i bólami w rzucie wątroby
- postępujące wychudzenie
- niedokrwistość
- obrzękami twarzy
- nadmierną pobudliwością
- reakcjami alergicznymi.

Pasożyt zazwyczaj bytuje w jelicie cienkim przyczepiony do błony śluzowej. Żywi się nabłonkiem jelita i treścią jelitową. Reakcja człowieka na zakażenie zależy od intensywności inwazji i indywidualnej wrażliwości gospodarza. Objawy chorobowe zależą od okresu zakażenia. Wyróżnia się trzy etapy:
- okres wędrówki larw
- okres objawów i komplikacji
- okres obecności dojrzałej glisty w jelicie.

W pierwszym okresie występują przede wszystkim objawy alergiczne, w drugim okresie mogą wystąpić objawy uszkodzenia wątroby, śródbłonków naczyniowych, ścian pęcherzyków płucnych z krwawieniem i odczynami zapalnymi. W trzecim etapie szkodliwe działanie wywiera obecność dojrzałej glisty w jelicie, która zatruwa organizm żywiciela produktami przemiany materii.
Przemieszczające się w kierunku płuc larwy mogą spowodować glistnicę płucną, inaczej zwaną zespołem Löefflera, która jest łagodną, samoograniczającą się chorobą objawiającą się gorączką, świstami, eozynofilią i kaszlem, leczącą się samoistnie w ciągu 2–3 tygodni. Przy jego wystąpieniu nie należy stosować leków zabijających glisty, ponieważ martwe mogą spowodować większe szkody niż żywe.
Możliwe powikłania:
- ostre zapalenie trzustki, pęcherzyka lub dróg żółciowych – powstające na skutek przemieszczania się glist do przewodów trzustkowych i wątrobowych[6][7]
- niedrożność jelit[8][9]
- zapalenie wyrostka robaczkowego (bardzo rzadko[10])
- skręt jelita[11].

U pacjentów poddanych znieczuleniu glisty mogą dostać się do jamy ustnej, a co za tym idzie, doprowadzić do zatkania dróg oddechowych, skurczu oskrzeli lub nawet zatrzymania oddechu.

## Leczenie
W leczeniu glistnicy stosuje się pyrantel, albendazol albo mebendazol. Przy masowej infestacji skuteczny jest cytrynian piperazyny. Glisty żyją dwa lata i nie rozmnażają się w ciele chorego, dlatego gdy nie doszło do ponownego zakażenia, pacjent może samoistnie wyzdrowieć.

## Klasyfikacja ICD10
| kod ICD10     | nazwa choroby                       |
| ------------- | ----------------------------------- |
| ICD-10: B77   | Glistnica [askarioza]               |
| ICD-10: B77.0 | Glistnica z powikłaniami jelitowymi |
| ICD-10: B77.8 | Glistnica bez innych powikłań       |
| ICD-10: B77.9 | Glistnica, nieokreślona             |